# Tristramella simonis
Tristramella simonis är en fiskart som först beskrevs av Günther, 1864.  Tristramella simonis ingår i släktet Tristramella och familjen Cichlidae. IUCN kategoriserar arten globalt som livskraftig.

## Underarter
Arten delas in i följande underarter:
- T. s. simonis
- T. s. magdalenae
- T. s. intermedia